# مایکل آنتی (تیرانداز ورزشی)
مایکل آنتی (انگلیسی: Michael Anti؛ زادهٔ ۲ اوت ۱۹۶۴) ورزشکار ورزش تیراندازی اهل ایالات متحده آمریکا است.